# バッファロー・ビル

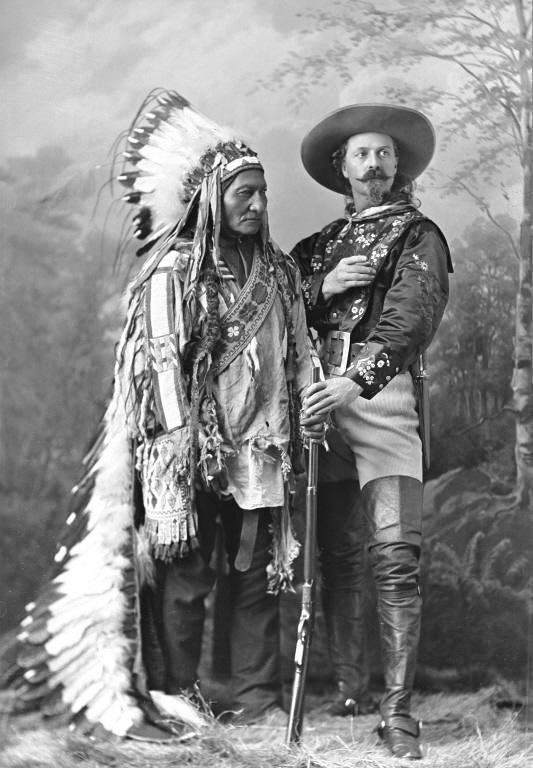
バッファロー・ビルとシッティング・ブル

ウィリアム・フレデリック・コーディ（英: William Frederick Cody, 1846年2月26日 - 1917年1月10日）、通称：バッファロー・ビル（英: Buffalo Bill）は、アメリカ西部開拓時代のガンマン、興行主。1872年に名誉勲章を受章した。

## 生涯

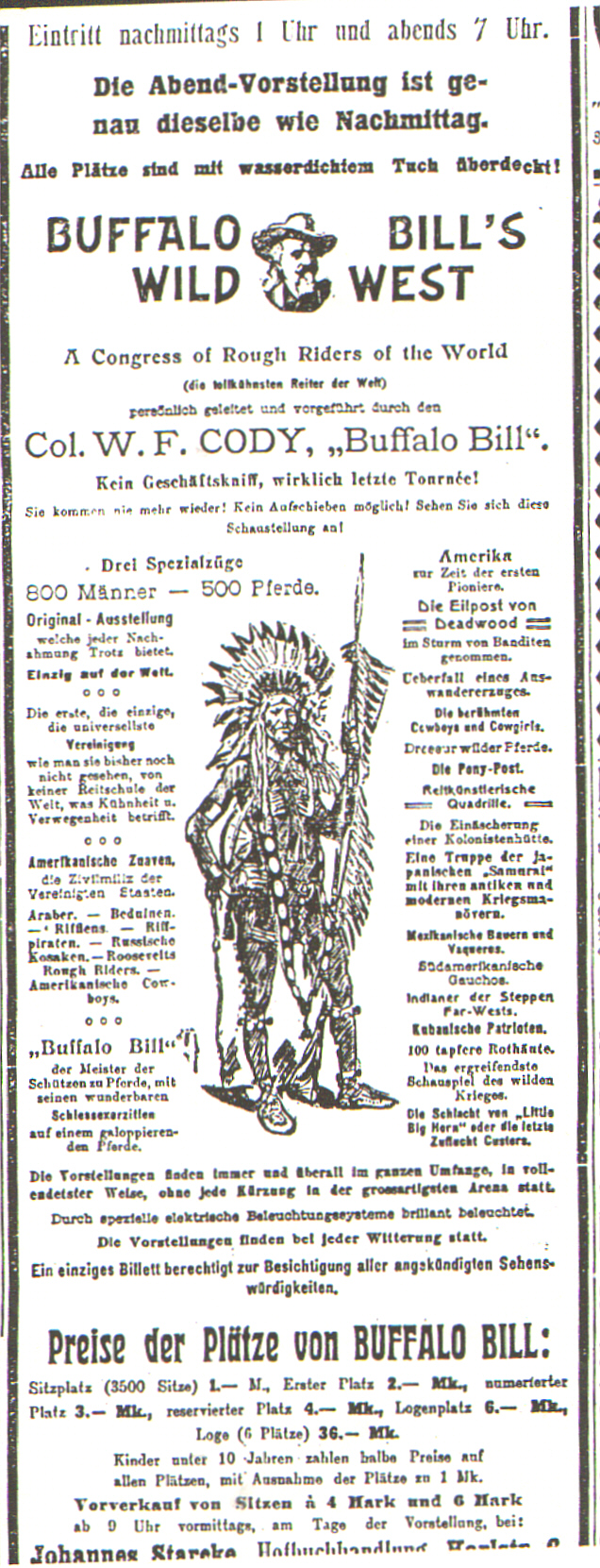
「野生の西部ショー」のポスター（1900年）

アイオワ準州（のちのアイオワ州）のルクレール近くの丸太小屋の農場にて生まれる。両親、父アイザック・コーディと母メアリー・コーディは1840年にオハイオ州シンシナティからアイオワ準州に家族と共に移住していた。1853年に兄のサミュエルが死んだ後、彼と家族はアイオワ準州からカンザス州に移住し、幼時から馬や銃の扱いに長けていたといい、まだ15歳だった1861年にポニー・エクスプレスの御者として雇われている。雇われた当時のOverland Stage Companyの部長はジャック・スレードだった。1859年、コロラド州で金鉱開発などにも携わった。西部の情報通であったことから軍と深い交流があり、斥候を務めるなどしてまたシェリダン将軍のインディアン討伐にも協力した。1866年にルイザ・フリードリヒと結婚し、同年に娘のアルタが生まれる。1867年にバッファロー・ハンターとして鉄道建設労働者に食糧を供給した。「バッファロー」の渾名はここに由来するとも、或いはバッファロー狩りのコンテストで二位を引き離して大勝したためとも言われる「コーディ」は、「ダコタ生まれ」の意味。
南北戦争中はアメリカ陸軍のスカウトとして勤め、北軍に雇われたワイルド・ビル・ヒコックの部隊を救出するなど活躍を見せる。
1869年にはダイム・ノベルの作家であったネッド・バントラインが彼の半生を小説にしたことで、ビルの名は広く知られるようになる。1870年にネブラスカ州で息子のキット・カーソンが生まれる。
1875年にはニューヨーク州ロチェスターに一時期家族と暮らした。同年、ネブラスカ州で土地に投資し、リバーランチを確立し、翌年には公人としてインディアンの権利のために主張し始めた。1882年7月4日にはネブラスカ州ノースプラットで「オールド・グローリー・ブロー・アウト」を開催する。1883年に娘イルマ・ルイーズが生まれるが1年にも満たない内に亡くなっている。1886年にノースプラットでスカウトレスト牧場を構築し、翌年にネブラスカ州の国家警備隊の大佐に任命される。
1894年には女性参政権と保護問題についての見解を述べた。
1896年からワイオミング州で投資家を集め町（現在のコーディ市）造りの開拓に没頭した。1899年にはコーディ市の新聞会社コーディ・エクスプレスを設立し、1900年にビッグホーン盆地の土地を灌漑などのプロジェクトの為、巨額を費やして開発を行う。1905年から彼が取り掛かっていたダム開発（バッファロー・ビル・ダム）は1910年に完成する。
1902年に妻ルイザ・フリードリヒが死ぬ。同年に彼は鉱山会社を設立し、アリゾナ州オラクルの鉱山で、多額の投資を開始する。
1880年ころから拳銃捌き・駅馬車襲撃などを実演してショー化した『ワイルド・ウェスト・ショー』を立ち上げ、米国内やヨーロッパを巡業した。往年のガンマンや無法者、そしてスー族インディアンのシッティング・ブル本人などが参加したため人気を集め、興行は大成功した。生まれ故郷のアイオワ州でも何度もワイルド・ウェスト・ショーの興行を開催したが、1913年のアイオワ州ダベンポートでの開催を最後にする。

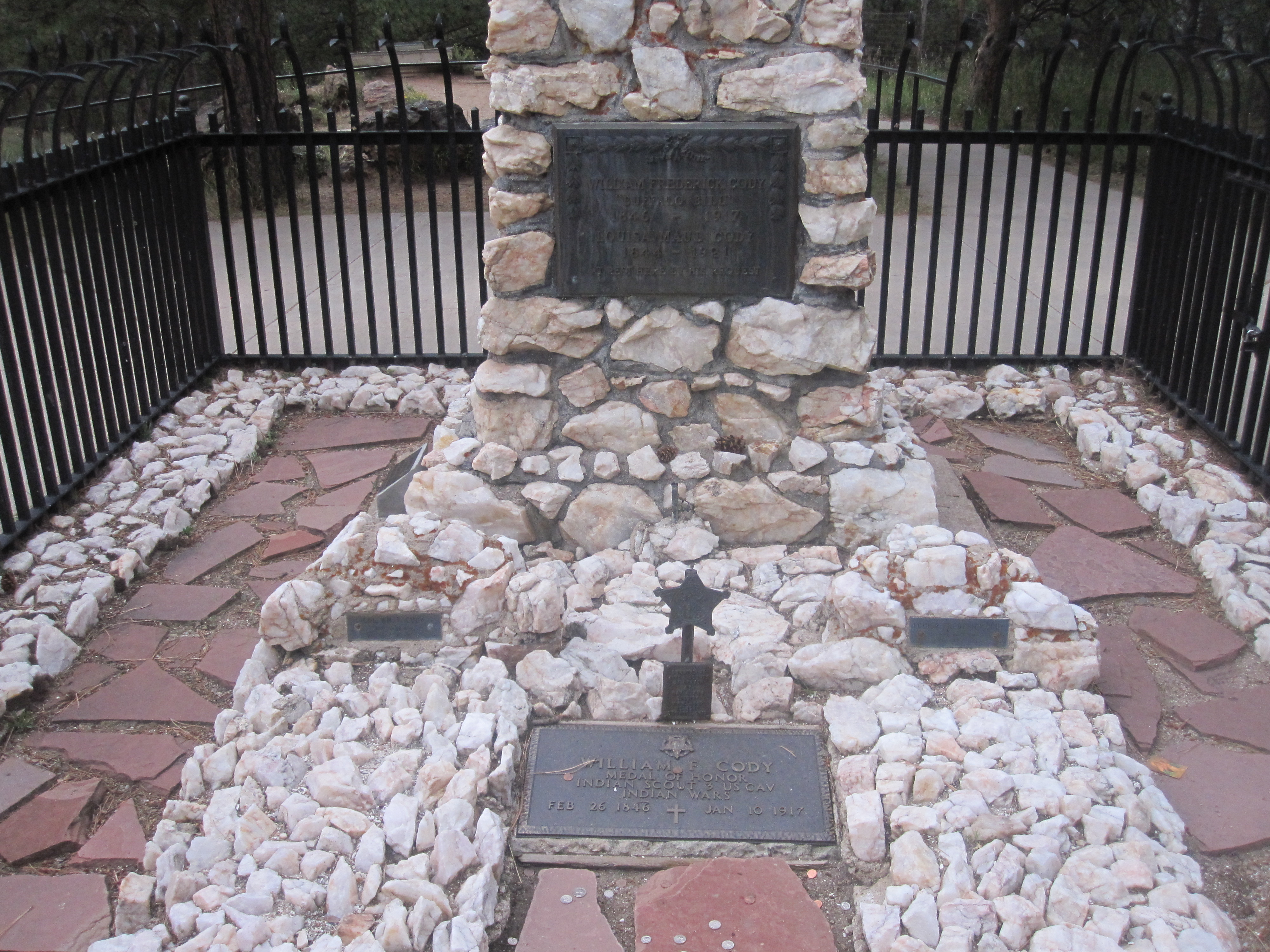
コロラド州ゴールデンにあるバッファロー・ビルの墓

1917年に死去するとその遺体は、西部を愛したバッファロー・ビルの遺言に従って、ロッキー山脈の麓、デンバー西郊のゴールデンに埋葬された。現在デンバーには彼を記念した「バッファロー・ビル・ミュージアム」がある。
NFLのAFC東地区のチーム、バッファロー・ビルズにその名を残す。
ワイオミング州にある町、コーディは彼が作った町である為、名は彼の本名コーディの名に因んでおり、バッファロー・ビルの銅像や博物館などもある（因みにネブラスカ州とフロリダ州にも同名の町が存在するが、彼の名との関係は無い）。ネブラスカ州ノースプラットにも彼の博物館や、彼が住んでいた自宅や牧場などがある。コロラド州デンバーには彼の博物館があり、墓所も存在する。

## その他
- ネブラスカ州にあるPlatte Valley Lodge No.15でフリーメイソンの会員になる[2]。
- 彼には現在でも子孫や親族関係者が全米各地に多くいる。彼の約30余りの子孫や親族関係者のコーディ家達はワイオミング州コーディで2年ごとの6月28日から7月1日に集まって親睦会を開催している。またフロリダ州在住の実業家、キット・コーディとバリー・コーディの兄弟は彼の直曾孫の中の2人だが2013年2月にセスナ機の墜落事故で亡くなった。

## 関連作品
- 映画
  - 平原児（セシル・B・デミル監督、1936年、演：ジェームズ・エリスン）
  - 西部の王者（ウィリアム・A・ウェルマン監督、1944年、演：ジョエル・マクリー）
  - アニーよ銃をとれ（ジョージ・シドニー、チャールズ・ウォルタース（クレジットなし）監督、1950年、演：ルイス・カルハーン）
  - ミズーリ大平原（ジェリー・ホッパー監督、1953年、演：チャールトン・ヘストン）
  - ビッグ・アメリカン（ロバート・アルトマン監督、1976年、演：ポール・ニューマン）
- テレビドラマ
  - ヤングライダーズ（1989年 - 1992年、演：スティーヴン・ボールドウィン）